# Acanthoscurria violacea
Acanthoscurria violacea là một loài nhện trong họ Theraphosidae.
Loài này thuộc chi Acanthoscurria. Acanthoscurria violacea được Cândido Firmino de Mello-Leitão miêu tả năm 1923.